# Alcolea (Spanje)
Alcolea is een gemeente en plaats in de Spaanse provincie Almería en in de regio Andalusië. Alcolea heeft een oppervlakte van 68 km² en heeft 895 inwoners (2012).

## Politiek
De burgemeester van Alcolea is Fernando Utrilla enríquez.

## Demografische ontwikkeling

### Volkstellingen
Bron: INE, 1857-2011: volkstellingen
Opm.: In 1997 werd de gemeente Darrical aangehecht

### Jaarlijkse cijfers
| Jaar | Inwoners |
| ---- | -------- |
| 1999 | 856      |
| 2000 | 903      |
| 2001 | 906      |
| 2002 | 923      |
| 2003 | 1,018    |
| 2004 | 1,009    |
| 2005 | 966      |

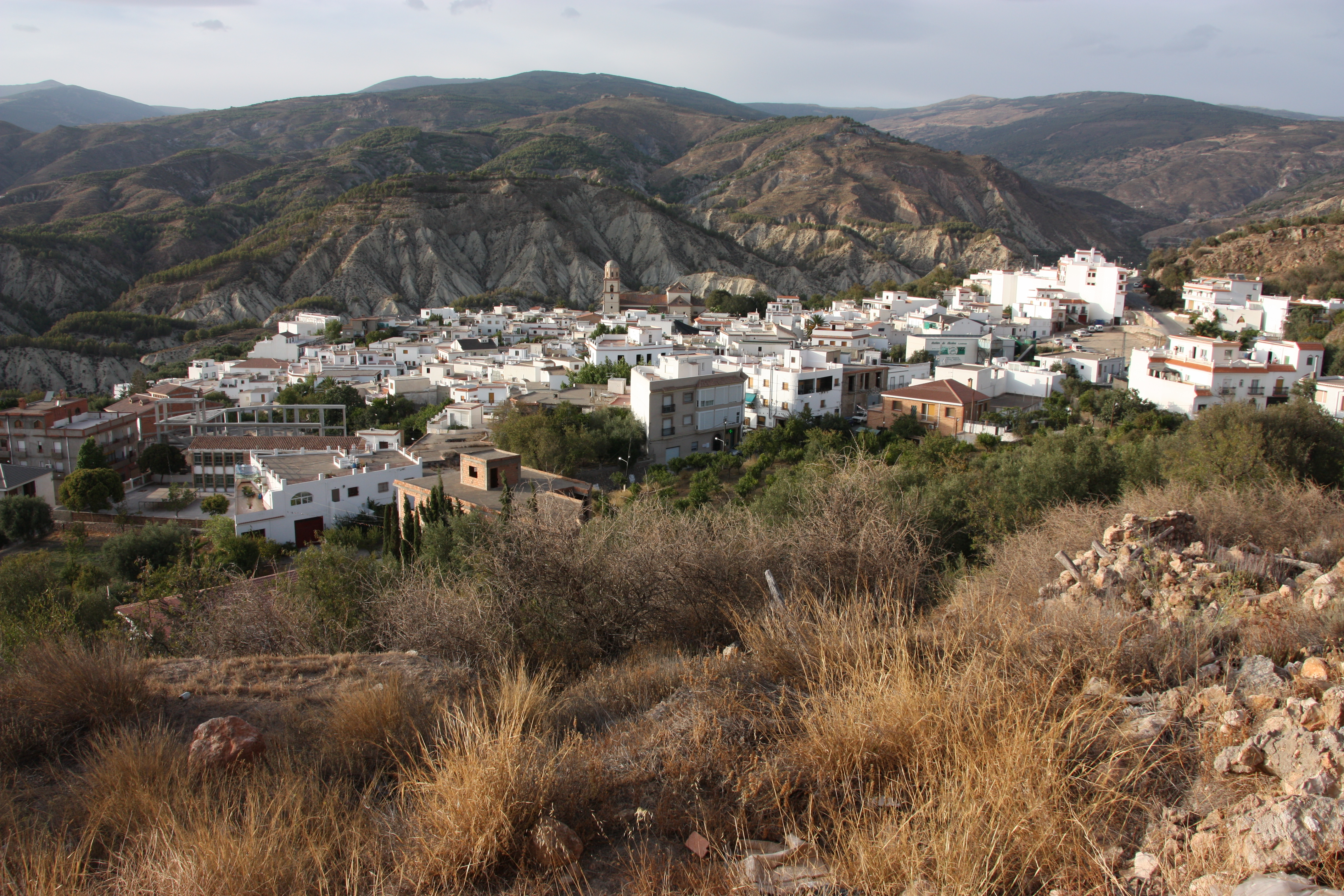
Alcolea
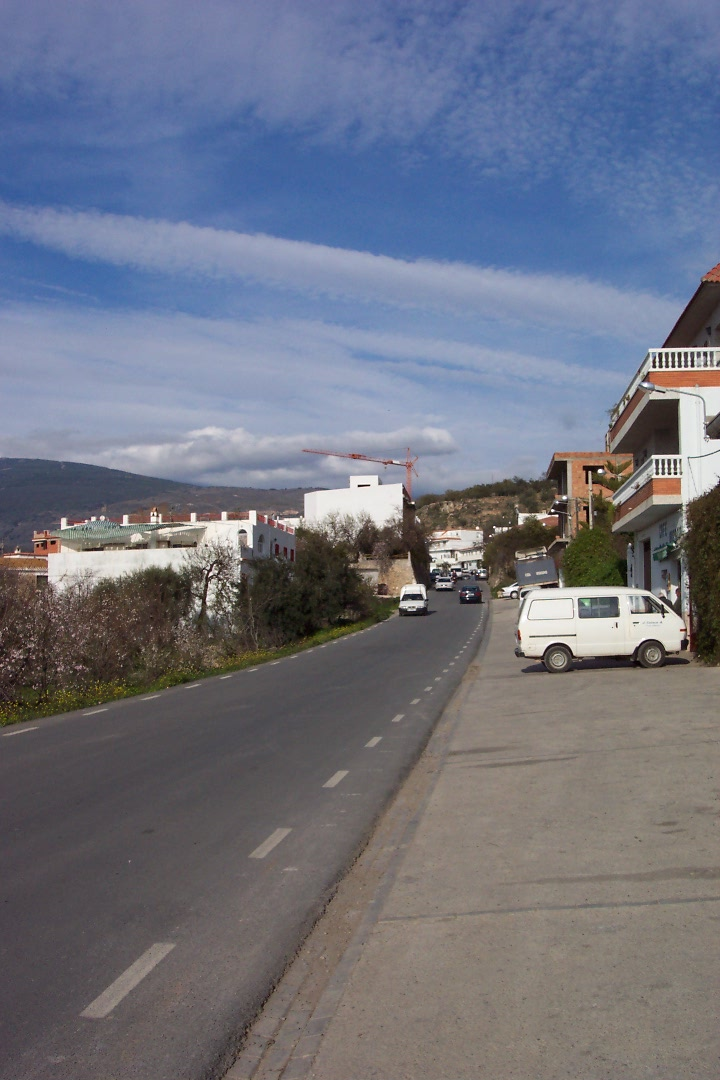
Een weg in Alcolea
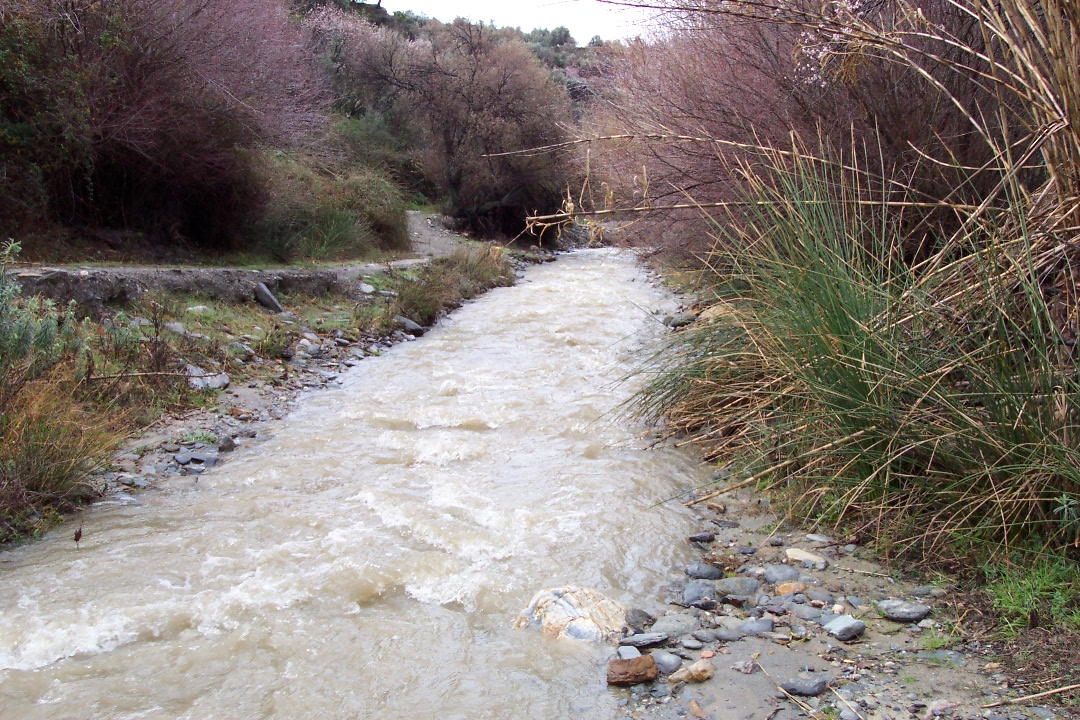
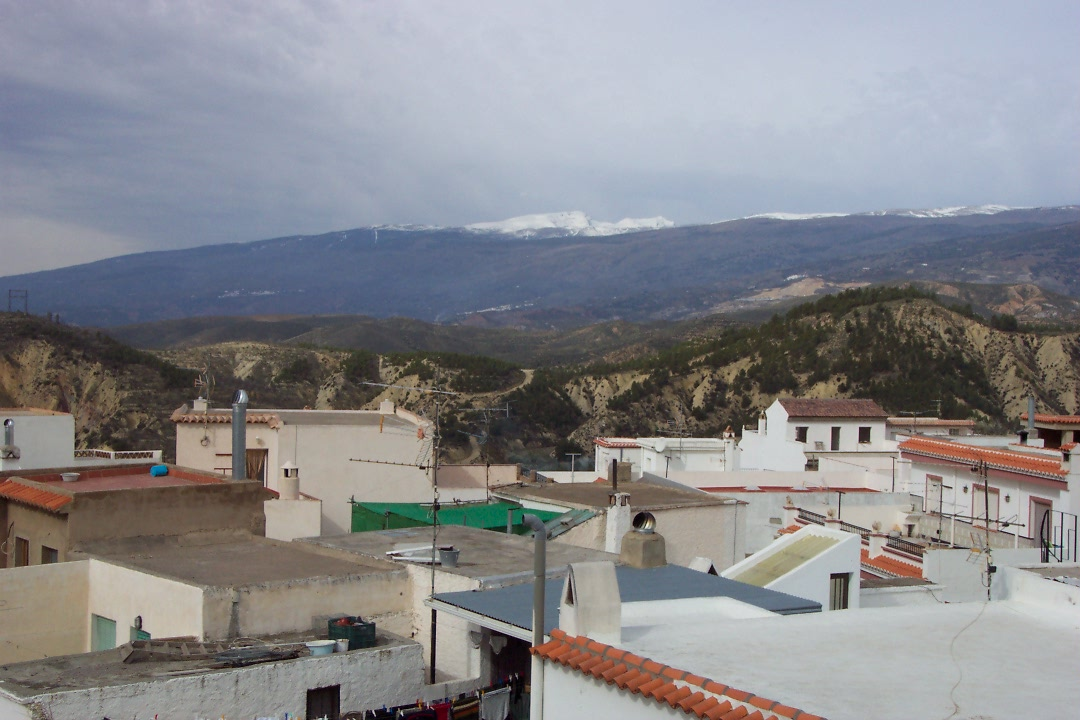